# SCR 1845-6357 A
SCR 1845-6357 A – jedna z bliższych Układowi Słonecznemu gwiazd. Znajduje się ona w gwiazdozbiorze Pawia, w odległości ok. 12,57 lat świetlnych od Słońca. Jasność wizualna wynosi 17,39m.

## Właściwości fizyczne
SCR 1845-6357 A jest chłodnym czerwonym karłem o bardzo małej jasności; należy do typu widmowego M8,5V (zob. diagram Hertzsprunga-Russella). Ma masę 0,07 masy Słońca.
Posiada towarzysza – brązowego karła (lub podkarła) SCR 1845-6357 B, który okrąża główny składnik w średniej odległości 4,5 j.a. Masa jego szacowana jest na 9-65 mas Jowisza, a temperatura powierzchni na 950 K.